# Apostolisches Vikariat Meki
Das Apostolische Vikariat Meki (lateinisch Vicariatus Apostolicus Mekiensis) ist ein in Äthiopien gelegenes römisch-katholisches Apostolisches Vikariat mit Sitz in Meki. 

## Geschichte
Papst Johannes Paul II. gründete die Apostolische Präfektur Meki am 8. September 1981 aus Gebietsabtretungen des Apostolischen Vikariats Harar.
Am 21. Dezember 1991 wurde sie zum Apostolischen Vikariat erhoben.

## Ordinarien

### Apostolischer Präfekt von Meki
- Yohannes Woldegiorgis (8. September 1981 – 21. Dezember 1991)

### Apostolische Vikare von Meki
- Yohannes Woldegiorgis (21. Dezember 1991 – 19. September 2002)
- Abraham Desta (seit 29. Januar 2003)